# Marcel Schelbert
Marcel Schelbert (Suiza, 26 de febrero de 1976) es un atleta suiza, especializado en la prueba de 400 m vallas, en la que llegó a ser medallista de bronce mundial en 1999.

## Carrera deportiva
En el Mundial de Sevilla 1999 ganó la medalla de bronce en los 400 metros vallas, con un tiempo de 43.12 segundos que fue récord nacional de Suiza, llegando a la meta tras el italiano Fabrizio Mori y el francés Stéphane Diagana.